# Musical.ly
Musical.ly fue una red social, aplicación para la creación de vídeos y transmisiones en directo. El primer prototipo fue lanzado en septiembre de 2015, y la versión oficial se lanzó en agosto de ese año. A través de la aplicación, los usuarios podían crear videos de 15 a 60 segundos y elegir pistas de sonido para acompañarlos, usar diferentes opciones de velocidad (time-lapse, rápido, normal, cámara lenta y épica) y agregar filtros y efectos preestablecidos. La aplicación también permitió a los usuarios navegar por "musers" populares, contenido, canciones, sonidos y hashtags populares.
Desde julio de 2016 hasta agosto de 2018 septiembre 2020, Musical.ly tenía más de 90 millones de usuarios registrados y tenía un promedio de 12 millones de videos nuevos publicados por día y, a fines de mayo de 2017, la aplicación llegó a más de 200 millones de usuarios. musical.ly tiene su sede en Shanghái y oficinas en San Francisco, California.
El 9 de noviembre de 2017, ByteDance Technology Co. adquirió Musical.ly, Inc. por US $ 1000 millones. Bytedance también es propietaria de la empresa TikTok y, el 2 de agosto de 2018, fusionó a Tik Tok con la aplicación musical.ly y mantuvo el nombre de Tik Tok.

## Historia

### Fundación
Musical.ly Inc. fue fundada por los amigos Alex Zhu y Luyu Yang. Antes de lanzar musical.ly, Zhu y Yang se unieron para crear una aplicación de red social de educación, a través de la cual los usuarios podían enseñar y aprender diferentes temas a través de videos cortos (15 segundos  de duración). Después de que los inversionistas financiaran esta empresa, les tomó alrededor de 6 meses construir el producto. Sin embargo, una vez lanzada, esta plataforma de autoaprendizaje en línea no obtuvo la suficiente tracción y el contenido producido no fue lo suficientemente atractivo. Con un poco de dinero de la inversión original para esta empresa fallida, Zhu y Yang comenzaron a buscar nuevas ideas. Decidieron cambiar su enfoque a la industria del entretenimiento, apuntando al mercado adolescente de los Estados Unidos, ya que este mercado se caracteriza por ser uno de los primeros en adoptar nuevas tendencias. La idea principal era crear una plataforma que incorpore música y video en una red social. La primera versión de musical.ly se lanzó oficialmente en agosto de 2014.

### Crecimiento
En 2015, la aplicación comenzó a atraer a millones de usuarios y, en julio de 2015, musical.ly ascendió a la posición número 1 en iOS App Store, convirtiéndose en la aplicación gratuita más descargada en más de 30 países, incluido EE. UU., Canadá, Reino Unido, Alemania, Brasil, Filipinas y Japón. En julio de 2016, musical.ly alcanzó 90 millones de descargas, con más de 12 millones de videos nuevos publicados todos los días.
En junio de 2016, Coca-Cola lanzó su campaña #ShareACoke en musical.ly, que introdujo el modelo "Anuncios generados por el usuario" de musical.ly. El 24 de julio de 2016, durante VidCon, musical.ly lanzó oficialmente live.ly, su nueva plataforma de transmisión de video en vivo. Aunque se pretendía que fuera un lanzamiento suave, ya que no se había realizado marketing adicional para este nuevo producto, live.ly ascendió a la posición número uno en iOS App Store en 3 días.
El 9 de noviembre de 2017, el Wall Street Journal informó que Musical.ly Inc había aceptado ser adquirida por Bytedance Technology Co. por un monto de hasta mil millones de dólares. Bytedance opera el programa Toutiao. Recode calculó que la venta sería de alrededor de US $ 800 millones y luego se fusionó musical.ly con Tik Tok para crear la versión estadounidense de Tik Tok convirtiendo las cuentas musical.ly en cuentas de Tik Tok.

## Características
Los usuarios de Musical.ly pueden grabar videos de 15 segundos a 1 minuto en una o varias tomas; una vez que se ha realizado la grabación, puede combinarse con canciones y sonidos. La plataforma también permite editar, a través de 14 filtros preestablecidos y efectos que permiten cambiar la velocidad o invertir el movimiento de la grabación. Además, musical.ly también tiene una función para crear videos más cortos, llamados "momentos en vivo", que son esencialmente GIF con música.
Los usuarios de esta plataforma pueden "volver a utilizar" (reutilizar) los sonidos creados por otros usuarios, lo que infunde un nuevo nivel de compromiso con el contenido. Otras formas en que los usuarios pueden interactuar entre sí es a través de características tales como "Hacer una pregunta" y "Dúo". En este sentido, musical.ly tiene una opción llamada "Mejor fan para siempre", a través de la cual Musers puede seleccionar a ciertos seguidores que puede participar en duetos con ellos.
Los usuarios también pueden enviar mensajes privados a sus amigos utilizando la función direct.ly.

### Musical.ly "Tendencias"
La estructura de Musical.ly permite la diseminación viral de las tendencias en toda la plataforma. Los hashtags que son populares en esta red social por lo general hacen referencia a partes de la cultura pop y las tendencias en el mundo de Internet. Debido a su uso masivo, muchos eventos lanzados dentro de la aplicación pueden convertirse en eventos globales virales, especialmente entre los adolescentes. Una de las campañas más notables lanzadas por musical.ly fue el "Desafío Do not Judge", que se hizo enorme dentro de la plataforma, ya que millones de adolescentes de todo el mundo participaron.

## Recepción
El 28 de enero de 2016, Business Insider publicó una encuesta en la que "30 de los 60 [adolescentes entrevistados] enumeró Musical.ly como la aplicación que más les entusiasmó".
De junio de 2016, Alex Zhu Yang y Louis fueron presentados en la cartelera's Lista de jugadores Digital Power 2016: Los líderes de la industria de cara al juego.